# Mecze reprezentacji Polski w piłce nożnej mężczyzn prowadzonej przez Czesława Michniewicza
Zestawienie spotkań reprezentacji Polski pod wodzą Czesława Michniewicza.
 Kadencja Czesława Michniewicza na stanowisku selekcjonera reprezentacji Polski trwała od 31 stycznia 2022 do 31 grudnia 2022 roku.

## Oficjalne międzynarodowe spotkania
| Nr | Przeciwnik       | Miejsce   | Data              | Impreza                     | Wynik (Polska – przeciwnik) | Przypisy          |
| -- | ---------------- | --------- | ----------------- | --------------------------- | --------------------------- | ----------------- |
| -  | Rosja            | Moskwa    | 24 marca 2022     | elim. MŚ 2022 – baraż       | walkower na korzyść Polski  | [ 3 ]             |
| 1  | Szkocja          | Glasgow   | 24 marca 2022     | mecz towarzyski             | 1:1                         | [ 4 ] [ 5 ] [ 6 ] |
| 2  | Szwecja          | Chorzów   | 29 marca 2022     | elim. MŚ 2022 – baraż/finał | 2:0                         | [ 7 ]             |
| 3  | Walia            | Wrocław   | 1 czerwca 2022    | LN 2022/23                  | 2:1                         | [ 8 ]             |
| 4  | Belgia           | Bruksela  | 8 czerwca 2022    | LN 2022/23                  | 1:6                         | [ 9 ]             |
| 5  | Holandia         | Rotterdam | 11 czerwca 2022   | LN 2022/23                  | 2:2                         | [ 10 ]            |
| 6  | Belgia           | Warszawa  | 14 czerwca 2022   | LN 2022/23                  | 0:1                         | [ 11 ]            |
| 7  | Holandia         | Warszawa  | 22 września 2022  | LN 2022/23                  | 0:2                         | [ 12 ]            |
| 8  | Walia            | Cardiff   | 25 września 2022  | LN 2022/23                  | 1:0                         | [ 13 ]            |
| 9  | Chile            | Warszawa  | 16 listopada 2022 | mecz towarzyski             | 1:0                         | [ 14 ]            |
| 10 | Meksyk           | Doha      | 22 listopada 2022 | MŚ 2022                     | 0:0                         | [ 15 ]            |
| 11 | Arabia Saudyjska | Ar-Rajjan | 26 listopada 2022 | MŚ 2022                     | 2:0                         | [ 16 ]            |
| 12 | Argentyna        | Doha      | 30 listopada 2022 | MŚ 2022                     | 0:2                         | [ 17 ]            |
| 13 | Francja          | Doha      | 4 grudnia 2022    | MŚ 2022 - 1/8 finału        | 1:3                         | [ 18 ]            |

## Bilans
|                 | zwycięstwa | remisy | porażki |
| ogółem          | 5          | 3      | 5       |
| dom             | 3          | 0      | 2       |
| wyjazd          | 1          | 2      | 1       |
| neutralny teren | 1          | 1      | 2       |

|                 | strzelone | stracone |
| ogółem          | 13        | 18       |
| dom             | 5         | 4        |
| wyjazd          | 5         | 9        |
| neutralny teren | 3         | 5        |

|      | zwycięstwa | remisy | porażki |
| 2022 | 5          | 3      | 5       |

|      | strzelone | stracone |
| 2022 | 13        | 18       |

## Strzelcy
| Lp | Piłkarz            | Gole |
| -- | ------------------ | ---- |
| 1. | Robert Lewandowski | 4    |
| 2. | Piotr Zieliński    | 3    |
| 2. | Krzysztof Piątek   | 2    |
| 2. | Karol Świderski    | 2    |
| 5. | Matty Cash         | 1    |
| 5. | Jakub Kamiński     | 1    |

## Występy piłkarzy w kadrze za kadencji Czesława Michniewicza
| Lp.        | Piłkarz                | Data urodzenia       | Występy   | Bramki    | Kartki żółte/czerwone | Ogólna liczba meczów w kadrze (bramki) |
| Bramkarze  | Bramkarze              | Bramkarze            | Bramkarze | Bramkarze | Bramkarze             | Bramkarze                              |
| ---------- | ---------------------- | -------------------- | --------- | --------- | --------------------- | -------------------------------------- |
| 1.         | Bartłomiej Drągowski   | 19 sierpnia 1997     | 1         | 0         | 0                     | 2                                      |
| 2.         | Kamil Grabara          | 8 stycznia 1999      | 1         | 0         | 0                     | 1                                      |
| 3.         | Radosław Majecki٭      | 16 listopada 1999    | 0         | 0         | 0                     | 1                                      |
| 4.         | Gabriel Slonina٭٭      | 15 maja 2004         | 0         | 0         | 0                     | 0                                      |
| 5.         | Łukasz Skorupski       | 5 maja 1991          | 3         | 0         | 1/0                   | 8                                      |
| 6.         | Wojciech Szczęsny      | 18 kwietnia 1990     | 8         | 0         | 1/0                   | 70                                     |
| 7.         | Kacper Tobiasz*        | 4 listopada 2002     | 0         | 0         | 0                     | 0                                      |
| Obrońcy    |                        |                      |           |           |                       |                                        |
| 1.         | Jan Bednarek           | 12 kwietnia 1996     | 9         | 0         | 2/0                   | 46 (1)                                 |
| 2.         | Bartosz Bereszyński    | 12 czerwca 1992      | 11        | 0         | 3/0                   | 50 (0)                                 |
| 3.         | Paweł Bochniewicz*     | 30 stycznia 1996     | 0         | 0         | 0                     | 2 (0)                                  |
| 4.         | Matty Cash             | 7 sierpnia 1997      | 9         | 1         | 2/0                   | 11 (1)                                 |
| 5.         | Paweł Dawidowicz٭      | 20 maja 1995         | 0         | 0         | 0                     | 8                                      |
| 6.         | Kamil Glik             | 3 lutego 1988        | 13        | 0         | 1/0                   | 103 (6)                                |
| 7.         | Robert Gumny           | 4 czerwca 1998       | 3         | 0         | 0                     | 5 (0)                                  |
| 8.         | Michał Helik٭          | 9 września 1995      | 0         | 0         | 0                     | 7                                      |
| 9.         | Artur Jędrzejczyk      | 4 listopada 1987     | 1         | 0         | 0                     | 41 (3)                                 |
| 10.        | Marcin Kamiński٭       | 15 stycznia 1992     | 0         | 0         | 0                     | 7                                      |
| 11.        | Tomasz Kędziora٭       | 11 czerwca 1994      | 0         | 0         | 0                     | 26 (1)                                 |
| 12.        | Jakub Kiwior           | 15 lutego 2000       | 9         | 0         | 1/0                   | 9 (0)                                  |
| 13.        | Maik Nawrocki*         | 17 lutego 2001       | 0         | 0         | 0                     | 0                                      |
| 14.        | Kamil Pestka٭          | 22 sierpnia 1998     | 0         | 0         | 0                     | 0                                      |
| 15.        | Tymoteusz Puchacz      | 23 stycznia 1999     | 2         | 0         | 0                     | 12                                     |
| 16.        | Arkadiusz Reca         | 17 czerwca 1995      | 1         | 0         | 1/0                   | 14                                     |
| 17.        | Maciej Rybus٭          | 19 sierpnia 1989     | 0         | 0         | 0                     | 66 (2)                                 |
| 18.        | Bartosz Salamon        | 1 maja 1991          | 1         | 0         | 0                     | 10                                     |
| 19.        | Sebastian Walukiewicz٭ | 5 kwietnia 2000      | 0         | 0         | 0                     | 3 (0)                                  |
| 20.        | Mateusz Wieteska       | 11 lutego 1997       | 2         | 0         | 0                     | 2 (0)                                  |
| Pomocnicy  |                        |                      |           |           |                       |                                        |
| 1.         | Krystian Bielik        | 4 stycznia 1998      | 6         | 0         | 1/0                   | 9                                      |
| 2.         | Patryk Dziczek*        | 25 marca 1998        | 0         | 0         | 0                     | 0                                      |
| 3.         | Przemysław Frankowski  | 12 kwietnia 1995     | 8         | 0         | 1/0                   | 30 (1)                                 |
| 4.         | Jacek Góralski         | 21 września 1992     | 4         | 0         | 1/0                   | 21 (1)                                 |
| 5.         | Kamil Grosicki         | 8 czerwca 1988       | 5         | 0         | 0                     | 88 (17)                                |
| 6.         | Kamil Jóźwiak*         | 22 kwietnia 1998     | 0         | 0         | 0                     | 22 (3)                                 |
| 7.         | Jakub Kamiński         | 5 czerwca 2002       | 7         | 1         | 0                     | 8 (1)                                  |
| 8.         | Michał Karbownik*      | 13 marca 2001        | 0         | 0         | 0                     | 3 (0)                                  |
| 9.         | Mateusz Klich          | 13 czerwca 1990      | 3         | 0         | 0                     | 41 (2)                                 |
| 10.        | Kacper Kozłowski*      | 16 października 2003 | 0         | 0         | 0                     | 6 (0)                                  |
| 11.        | Grzegorz Krychowiak    | 29 stycznia 1990     | 12        | 0         | 4/0                   | 98 (5)                                 |
| 12.        | Patryk Kun٭            | 20 kwietnia 1995     | 0         | 0         | 0                     | 0                                      |
| 13.        | Karol Linetty          | 2 lutego 1995        | 2         | 0         | 0                     | 42 (5)                                 |
| 14.        | Mateusz Łęgowski       | 29 stycznia 2003     | 1         | 0         | 0                     | 1 (0)                                  |
| 15.        | Konrad Michalak٭       | 19 września 1997     | 0         | 0         | 0                     | 0                                      |
| 16.        | Jakub Moder            | 7 kwietnia 1999      | 2         | 0         | 1/0                   | 20 (2)                                 |
| 17.        | Jakub Piotrowski٭      | 4 października 1997  | 0         | 0         | 0                     | 0                                      |
| 18.        | Przemysław Płacheta٭   | 23 marca 1998        | 0         | 0         | 0                     | 7                                      |
| 19.        | Michał Skóraś          | 15 lutego 2000       | 2         | 0         | 0                     | 2 (0)                                  |
| 20.        | Damian Szymański       | 16 czerwca 1995      | 3         | 0         | 0                     | 10 (1)                                 |
| 21.        | Sebastian Szymański    | 10 maja 1999         | 9         | 0         | 0                     | 20 (1)                                 |
| 22.        | Nicola Zalewski        | 23 stycznia 2002     | 8         | 0         | 0                     | 9 (0)                                  |
| 23.        | Piotr Zieliński        | 20 maja 1994         | 12        | 3         | 1/0                   | 78 (10)                                |
| 24.        | Szymon Żurkowski       | 25 września 1997     | 7         | 0         | 2/0                   | 7 (0)                                  |
| Napastnicy |                        |                      |           |           |                       |                                        |
| 1.         | Adam Buksa             | 12 lipca 1996        | 4         | 0         | 0                     | 9 (5)                                  |
| 2.         | Dawid Kownacki*        | 14 marca 1997        | 0         | 0         | 0                     | 7 (1)                                  |
| 3.         | Robert Lewandowski     | 21 sierpnia 1988     | 10        | 4         | 1/0                   | 138 (78)                               |
| 4.         | Arkadiusz Milik        | 28 lutego 1994       | 6         | 0         | 1/0                   | 67 (16)                                |
| 5.         | Krzysztof Piątek       | 1 lipca 1995         | 6         | 2         | 0                     | 27 (11)                                |
| 6.         | Karol Świderski        | 23 stycznia 1997     | 5         | 2         | 0                     | 19 (8)                                 |

٭ – piłkarze powołani przynajmniej na jedno zgrupowanie, którzy nie rozegrali żadnego meczu lub znaleźli się w szerokiej kadrze
٭٭ - Gabriel Slonina podjął decyzję, iż chce reprezentować reprezentację Stanów Zjednoczonych.

## Szczegóły
| 24 marca 2022 20:45 CET | Szkocja · Kieran Tierney 68' | 1:1(0:0) | Polska · 90' (k.) Krzysztof Piątek | Hampden Park, Glasgow Widzów: 39 090 Sędzia: Robert Hennessy (Irlandia) |
|                         |                              |          |                                    |                                                                         |

Szkocja: Craig Gordon – Scott McTominay, Grant Hanley, Kieran Tierney – Nathan Patterson (67. Stephen O’Donnell), Billy Gilmour (77. Kenny McLean), Callum McGregor (77. Ryan Jack), John McGinn, Ryan Christie (77. Stuart Armstrong), Greg Taylor (67. Aaron Hickey) – Ché Adams (90. Jacob Brown).
Polska: Łukasz Skorupski – Bartosz Salamon (44. Krystian Bielik), Kamil Glik, Jan Bednarek (83. Adam Buksa) – Matty Cash, Szymon Żurkowski, Grzegorz Krychowiak (61. Sebastian Szymański), Piotr Zieliński (71. Kamil Grosicki), Jakub Moder, Arkadiusz Reca – Arkadiusz Milik (27. Krzysztof Piątek).
| 29 marca 2022 20:45 CEST | Polska · Robert Lewandowski 49' (k.) · Piotr Zieliński 73' | 2:0(0:0) | Szwecja | Stadion Śląski, Chorzów Widzów: 54 078 Sędzia: Daniele Orsato (Włochy) |
|                          |                                                            |          |         |                                                                        |

Polska: Wojciech Szczęsny – Matty Cash, Kamil Glik, Jan Bedarek, Bartosz Bereszyński – Piotr Zieliński (89. Adam Buksa), Krystian Bielik, Jacek Góralski (46. Grzegorz Krychowiak), Jakub Moder, Sebastian Szymański – Robert Lewandowski.
Szwecja: Robin Olsen – Emil Krafth, Victor Lindelöf, Marcus Danielson (79. Zlatan Ibrahimović), Ludwig Augustinsson – Dejan Kulusevski, Kristoffer Olsson (80. Jesper Karlsson), Jesper Karlström (67. Mattias Svanberg), Robin Quaison (66. Anthony Elanga), Emil Forsberg – Alexander Isak.
| 1 czerwca 2022 18:00 CEST | Polska · Jakub Kamiński 72' · Karol Świderski 85' | 2:1(0:0) | Walia · 52' Jonny Williams | Tarczyński Arena, Wrocław Widzów: 35 214 Sędzia: Rade Obrenovič (Słowenia) |
|                           |                                                   |          |                            |                                                                            |

Polska: Kamil Grabara – Bartosz Bereszyński, Kamil Glik, Jan Bednarek, Tymoteusz Puchacz (73. Nicola Zalewski) – Mateusz Klich (60. Szymon Żurkowski), Grzegorz Krychowiak (81. Kamil Grosicki), Jacek Góralski (60. Jakub Kamiński), Piotr Zieliński – Robert Lewandowski, Adam Buksa (73. Karol Świderski).
Walia: Danny Ward (46. Wayne Hennessey) – Chris Gunter, Chris Mepham, Rhys Norrington-Davies – Dylan Levitt, Joe Morrell, Matt Smith, Wes Burns (62. Neco Williams), Jonny Williams (77. Sorba Thomas) – Kieffer Moore (46. Mark Harris), Daniel James (46. Rabbi Matondo).
| 8 czerwca 2022 20:45 CEST | Belgia · Axel Witsel 42' · Kevin De Bruyne 59' · Leandro Trossard 73',80' · Leander Dendoncker 84' · Loïs Openda 90+3' | 6:1(1:1) | Polska · 28' Robert Lewandowski | Stadion Króla Baudouina I, Bruksela Widzów: 27 409 Sędzia: Ivan Kružliak (Słowacja) |
|                           | |          |                                 |                                                                                     |

Belgia: Simon Mignolet – Leander Dendoncker, Toby Alderweireld, Jan Vertonghen – Timothy Castagne (85. Thorgan Hazard), Youri Tielemans, Axel Witsel (84. Wout Faes), Yannick Ferreira Carrasco – Kevin De Bruyne (75. Charles De Ketelaere), Michy Batshuayi (84. Loïs Openda), Eden Hazard (66. Leandro Trossard).
Polska: Bartłomiej Drągowski – Robert Gumny, Kamil Glik, Jan Bednarek, Tymoteusz Puchacz (46. Bartosz Bereszyński) – Jakub Kamiński (81. Nicola Zalewski), Szymon Żurkowski, Grzegorz Krychowiak (46. Damian Szymański), Piotr Zieliński, Sebastian Szymański (66. Matty Cash) – Robert Lewandowski (69. Adam Buksa).
| 11 czerwca 2022 20:45 CEST | Holandia · Davy Klaassen 51' · Denzel Dumfries 54' · Memphis Depay 90+1' (k) | 2:2(0:1) | Polska · 18' Matty Cash · 49' Piotr Zieliński | Stadion Feijenoord, Rotterdam Widzów: 39 382 Sędzia: Halil Umut Meler (Turcja) |
|                            |                                                                              |          |                                               |                                                                                |

Holandia: Mark Flekken – Jurriën Timber (65. Jordan Teze), Stefan de Vrij, Nathan Aké – Denzel Dumfries, Steven Berghuis (65. Teun Koopmeiners), Davy Klaassen (65. Cody Gakpo), Frenkie de Jong, Daley Blind – Steven Bergwijn (78. Wout Weghorst), Memphis Depay.
Polska: Łukasz Skorupski – Matty Cash, Jan Bednarek, Jakub Kiwior, Bartosz Bereszyński – Przemysław Frankowski (84. Kamil Glik), Jacek Góralski (58. Szymon Żurkowski), Grzegorz Krychowiak, Piotr Zieliński, Nicola Zalewski – Krzysztof Piątek.
| 14 czerwca 2022 20:45 CEST | Polska | 0:1(0:1) | Belgia · 16' Michy Batshuayi | Stadion Narodowy im. Kazimierza Górskiego, Warszawa Widzów: 56 803 Sędzia: Irfan Peljto (Bośnia i Hercegowina) |
|                            |        |          |                              | |

Polska: Wojciech Szczęsny – Matty Cash, Mateusz Wieteska (84. Kamil Grosicki), Kamil Glik, Jakub Kiwior – Sebastian Szymański (70. Mateusz Klich), Szymon Żurkowski, Karol Linetty (84. Jacek Góralski), Piotr Zieliński (57. Karol Świderski), Nicola Zalewski (57. Przemysław Frankowski) – Robert Lewandowski.
Belgia: Simon Mignolet – Toby Alderweireld, Leander Dendoncker, Jan Vertonghen – Timothy Castagne, Youri Tielemans, Axel Witsel (46. Hans Vanaken), Thorgan Hazard (62. Thomas Foket) – Dries Mertens (80. Charles De Ketelaere), Michy Batshuayi (67. Loïs Openda), Eden Hazard (67. Leandro Trossard).
| 22 września 2022 20:45 CEST | Polska | 0:2(0:1) | Holandia · 14' Cody Gakpo · 60' Steven Bergwijn | Stadion Narodowy im. Kazimierza Górskiego, Warszawa Widzów: 56 673 Sędzia: Alejandro José Hernández Hernández (Hiszpania) |
|                             |        |          |                                                 | |

Polska: Wojciech Szczęsny - Jan Bednarek, Kamil Glik, Jakub Kiwior - Przemysław Frankowski (79. Bartosz Bereszyński), Grzegorz Krychowiak, Karol Linetty (46. Arkadiusz Milik), Sebastian Szymański (70. Mateusz Klich), Piotr Zieliński (86. Mateusz Łęgowski), Nicola Zalewski (79. Michał Skóraś) - Robert Lewandowski.
Holandia: Remko Pasveer - Jurriën Timber, Virgil van Dijk, Nathan Aké - Denzel Dumfries, Teun Koopmeiners (6. Steven Berghuis, 75. Kenneth Taylor), Frenkie de Jong (46. Marten de Roon), Cody Gakpo, Daley Blind - Steven Bergwijn (76. Wout Weghorst), Memphis Depay (52. Vincent Janssen).
| 25 września 2022 20:45 CEST | Walia | 0:1(0:0) | Polska · 58' Karol Świderski | Cardiff City Stadium, Cardiff Widzów: 31 520 Sędzia: Andris Treimanis (Łotwa) |
|                             |       |          |                              |                                                                               |

Walia: Wayne Hennessey - Connor Roberts (85. Sorba Thomas), Joe Rodon, Ben Cabango, Rhys Norrington-Davies (58. Kieffer Moore) - Daniel Hames, Joe Morrell, Dylan Levitt (72. Rubin Colwill), Neco Williams - Brennan Johnson, Gareth Bale.
Polska: Wojciech Szczęsny - Jan Bednarek, Kamil Glik, Jakub Kiwior - Bartosz Bereszyński (90. Robert Gumny), Grzegorz Krychowiak, Szymon Żurkowski (83. Sebastian Szymański), Nicola Zalewski - Piotr Zieliński, Robert Lewandowski, Karol Świderski (65. Krzysztof Piątek).
| 16 listopada 2022 18:00 CET | Polska · Krzysztof Piątek 85' | 1:0(0:0) | Chile | Stadion Wojska Polskiego, Warszawa Widzów: 27 968 Sędzia: Harm Osmers (Niemcy) |
|                             |                               |          |       |                                                                                |

Polska: Łukasz Skorupski - Jan Bednarek, (79. Mateusz Wieteska), Kamil Glik (46. Bartosz Bereszyński), Jakub Kiwior - Robert Gumny, Szymon Żurkowski, Grzegorz Krychowiak (67. Damian Szymański), Sebastian Szymański, Przemysław Frankowski (67. Kamil Grosicki) - Karol Świderski (59. Jakub Kamiński), Arkadiusz Milik (59. Krzysztof Piątek).
Chile: Claudio Bravo - Guillermo Soto (89. Juan Delgado), Francisco Sierralta (89. Diego Rubio), Guillermo Maripán, Gabriel Suazo - Marcelino Núñez, Víctor Méndez (76. Michael Fuentes), Gary Medel, Arturo Vidal - Diego Valencia (76. Darío Osorio), Alexis Sánchez. 
| 22 listopada 2022 17:00 CET | Meksyk | 0:0(0:0) | Polska · 58' (k) Robert Lewandowski | Stadium 974, Doha Widzów: 39 369 Sędzia: Chris Beath (Australia) |
|                             |        |          |                                     |                                                                  |

Meksyk: Guillermo Ochoa - Jorge Sánchez, César Montes, Héctor Moreno, Jesús Gallardo - Hirving Lozano, Edson Álvarez, Héctor Herrera (71. Carlos Rodríguez), Luis Chávez, Alexis Vega (84. Uriel Antuna)  - Henry Martín (71. Raúl Jiménez).
Polska: Wojciech Szczęsny - Matty Cash, Kamil Glik, Jakub Kiwior, Bartosz Bereszyński - Jakub Kamiński, Grzegorz Krychowiak, Sebastian Szymański (72. Przemysław Frankowski), Piotr Zieliński (87. Arkadiusz Milik), Nicola Zalewski (46. Krystian Bielik) - Robert Lewandowski.
| 26 listopada 2022 14:00 CET | Polska · Piotr Zieliński 39' · Robert Lewandowski 82' | 2:0(1:0) | Arabia Saudyjska · 45' (k) Salem Al-Dawsari | Education City Stadium, Ar-Rajjan Widzów: 44 259 Sędzia: Wilton Sampaio (Brazylia) |
|                             |                                                       |          |                                             |                                                                                    |

Polska: Wojciech Szczęsny - Matty Cash, Kamil Glik, Jakub Kiwior, Bartosz Bereszyński - Przemysław Frankowski, Krystian Bielik, Grzegorz Krychowiak, Piotr Zieliński (63. Jakub Kamiński) - Arkadiusz Milik (71. Krzysztof Piątek), Robert Lewandowski.
Arabia Saudyjska: Mohammed Al-Owais - Saud Abdulhamid, Abdulelah Al-Amri, Ali Al-Bulaihi, Mohammed Al-Breik (65. Sultan Al-Ghannam) - Firas Al-Buraikan, Abdulellah Al-Malki (85. Abdulrahman Al-Aboud), Sami Al-Najei (46. Nawaf Al-Abed; 90. Hattan Bahebri), Mohamed Kanno, Salem Al-Dawsari - Saleh Al-Shehri (86. Nasser Al-Dawsari).
| 30 listopada 2022 20:00 CET | Polska | 0:2(0:0) | Argentyna · 39' (k) Leo Messi · 46' Alexis Mac Allister · 67' Julián Álvarez | Stadium 974, Doha Widzów: 44 089 Sędzia: Danny Makkelie (Holandia) |
|                             |        |          |                                                                              |                                                                    |

Polska: Wojciech Szczęsny - Matty Cash, Kamil Glik, Jakub Kiwior, Bartosz Bereszyński (72. Artur Jędrzejczyk) - Piotr Zieliński, Grzegorz Krychowiak (83. Krzysztof Piątek), Krystian Bielik (62. Damian Szymański), Karol Świderski (46. Michał Skóraś), Przemysław Frankowski (46. Jakub Kamiński) - Robert Lewandowski.
Argentyna: Emiliano Martínez - Nahuel Molina, Cristian Romero, Nicolás Otamendi, Marcos Acuña (59. Nicolás Tagliafico) - Rodrigo De Paul, Enzo Fernández (79. Germán Pezzella), Alexis Mac Allister (84. Thiago Almada) - Ángel Di María (59. Leandro Paredes), Leo Messi, Julián Álvarez (79. Lautaro Martínez).
| 4 grudnia 2022 16:00 CET | Francja · Olivier Giroud 44' · Kylian Mbappé 74',90' | 3:1(1:0) | Polska · 90+9' (k.) Robert Lewandowski | Al Thumama Stadium, Doha Widzów: 40 989 Sędzia: Jesús Valenzuela (Wenezuela) |
|                          |                                                      |          |                                        |                                                                              |

Francja: Hugo Lloris - Jules Koundé (90. Axel Disasi), Raphaël Varane, Dayot Upamecano, Theo Hernández - Antoine Griezmann, Aurélien Tchouaméni (66. Youssouf Fofana), Adrien Rabiot - Ousmane Dembélé (76. Kingsley Coman), Olivier Giroud (76. Marcus Thuram), Kylian Mbappé.
Polska: Wojciech Szczęsny - Matty Cash, Kamil Glik, Jakub Kiwior (87. Jan Bednarek), Bartosz Bereszyński - Jakub Kamiński, Grzegorz Krychowiak (71. Krystian Bielik), Sebastian Szymański (64. Arkadiusz Milik), Piotr Zieliński (71. Nicola Zalewski), Przemysław Frankowski (87. Kamil Grosicki) - Robert Lewandowski.